# Steve O'Rourke
Steve O'Rourke va esdevenir el mànager de l'influent grup de rock britànic Pink Floyd després de la sortida de la Syd Barrett el 1968. O'Rourke es va mantenir com a mànager de la banda fins que va morir, negociant de separació de la banda amb el baixista i compositor Roger Waters.

## Vida i mànager de Pink Floyd
El pare d'O'Rourke, Tommy O'Rourke, era un pescador a les Illes Aran a l'oest d'Irlanda. Va viatjar a Londres per a l'estrena de la pel·lícula documental de Robert Flaherty, Man of Aran, en el qual apareixia com a caçador de taurons. Es va instal·lar a Londres, on Steve O'Rourke va néixer, al suburbi de Willesden.
O'Rourke estudiava per a comptable i va entrar a treballar amb Bryan Morrison Agency, que va esdevenir una part de NEMS Enterprises, com un agent júnior i responsable de llibres de comptes. Inicialment O'Rourke reservava cabriolés per a Pink Floyd, mentre la banda la dirigien Peter Jenner i Andrew King. Quan Pink Floyd es va separar de Syd Barrett el 1968, King i Jenner van romandre amb Barrett, i O'Rourke va passar a ocupar la posició de mànager de la banda. A principis dels 70, O'Rourke va deixar NEMS i va fundar la seva pròpia empresa, EMKA Productions, anomenada així després del naixement de la seva primera filla, Emma Kate (O'Rourke posteriorment tindria una altra filla i tres fills).
Durant la postproducció de la pel·lícula Pink Floyd The Wall, va rebre una trucada telefònica a l'oficina d'Alan Parker, el director cinematogràfic. Era Roger Waters, demanant-li per conèixer-se. A la sortida, O'Rourke no va veure les portes de vidres tancades, i les va esmicolar. Es va tallar profundament. Quan va obrir els ulls, va veure la secretària d'Alan Parker, Angie, retirant-li vidres de la carda. S'acabaria casant amb ella; va ser el seu segon matrimoni, mentre que prèviament estava aparellat amb una senyora simplement anomenada "Linda". Linda va mantenir-se al costat de Steve i de la banda durant els seus anys formatius. Té dues filles i un fill (tots amb Steve), viu a Surrey, i és una terapeuta.
Era un administrador de La Music Sound Foundation i de Nordoff-Robbins Music Therapy.
O'Rourke va patir un accident vascular cerebral i va morir a Miami, Florida, EUA, el 2003. El seu funeral es va celebrar el 14 de novembre de 2003 a la catedral de Chichester de Sussex, Anglaterra, on, com un homenatge, els membres de Pink Floyd David Gilmour, Richard Wright i Nick Mason es van presentar junts en públic per primera vegada des d'octubre de 1994. Van tocar "Fat Old Sun" i "The Great Gig in the Sky", amb el Dick Parry al saxo, mentre seguia el taüt.
L'àlbum en solitari de David Gilmour del 2006, On an Island estava dedicat a la memòria d'O'Rourke (així com a la memòria del mànager de gires Tony Howard i l'arranjador/orquestrador Michael Kamen). El llibre de Nick Mason Inside Out: A Personal History of Pink Floyd, es va dedicar també a O'Rourke.

## Altres artistes
Altres artistes que van tenir com a mànager a O'Rourke inclouen:
- Chris Thomas, productor musical
- Heath Lefke, mànager de producció